# Bagnoles-de-l'Orne
Bagnoles-de-l'Orne és un municipi francès situat al departament de l'Orne i a la regió de Normandia. L'any 2007 tenia 2.541 habitants.

## Demografia

### Població
El 2007 la població de fet de Bagnoles-de-l'Orne era de 2.541 persones. Hi havia 1.165 famílies de les quals 502 eren unipersonals (202 homes vivint sols i 300 dones vivint soles), 375 parelles sense fills, 222 parelles amb fills i 66 famílies monoparentals amb fills.
La població ha evolucionat segons el següent gràfic:
Habitants censats

### Habitatges
El 2007 hi havia 2.818 habitatges, 1.182 eren l'habitatge principal de la família, 1.518 eren segones residències i 118 estaven desocupats. 994 eren cases i 1.765 eren apartaments. Dels 1.182 habitatges principals, 719 estaven ocupats pels seus propietaris, 432 estaven llogats i ocupats pels llogaters i 31 estaven cedits a títol gratuït; 71 tenien una cambra, 198 en tenien dues, 269 en tenien tres, 267 en tenien quatre i 375 en tenien cinc o més. 902 habitatges disposaven pel capbaix d'una plaça de pàrquing. A 644 habitatges hi havia un automòbil i a 350 n'hi havia dos o més.

### Piràmide de població
La piràmide de població per edats i sexe el 2009 era:
| Homes | Edats   | Dones |
| ----- | ------- | ----- |
| 0     | 95 o +  | 12    |
| 4     | 90 a 94 | 24    |
| 4     | 85 a 89 | 32    |
| 16    | 80 a 84 | 36    |
| 32    | 75 a 79 | 40    |
| 40    | 70 a 74 | 48    |
| 36    | 65 a 69 | 48    |
| 60    | 60 a 64 | 48    |
| 32    | 55 a 59 | 44    |
| 28    | 50 a 54 | 24    |
| 52    | 45 a 49 | 32    |
| 20    | 40 a 44 | 48    |
| 60    | 35 a 39 | 64    |
| 28    | 30 a 34 | 44    |
| 24    | 25 a 29 | 16    |
| 36    | 20 a 24 | 16    |
| 32    | 15 a 19 | 32    |
| 56    | 10 a 14 | 44    |
| 32    | 5 a 9   | 28    |
| 20    | 0 a 4   | 20    |

## Economia
El 2007 la població en edat de treballar era de 1.358 persones, 989 eren actives i 369 eren inactives. De les 989 persones actives 884 estaven ocupades (461 homes i 423 dones) i 105 estaven aturades (42 homes i 63 dones). De les 369 persones inactives 172 estaven jubilades, 97 estaven estudiant i 100 estaven classificades com a «altres inactius».

### Ingressos
El 2009 a Bagnoles-de-l'Orne hi havia 1.284 unitats fiscals que integraven 2.383 persones, la mediana anual d'ingressos fiscals per persona era de 18.241 €.

### Activitats econòmiques
Dels 224 establiments que hi havia el 2007, 1 era d'una empresa extractiva, 5 d'empreses alimentàries, 3 d'empreses de fabricació d'altres productes industrials, 7 d'empreses de construcció, 56 d'empreses de comerç i reparació d'automòbils, 8 d'empreses de transport, 61 d'empreses d'hostatgeria i restauració, 3 d'empreses d'informació i comunicació, 7 d'empreses financeres, 14 d'empreses immobiliàries, 8 d'empreses de serveis, 35 d'entitats de l'administració pública i 16 d'empreses classificades com a «altres activitats de serveis».
Dels 44 establiments de servei als particulars que hi havia el 2009, 1 era una gendarmeria, 1 oficina de correu, 3 oficines bancàries, 1 taller de reparació d'automòbils i de material agrícola, 1 autoescola, 1 fusteria, 3 lampisteries, 2 electricistes, 6 perruqueries, 1 veterinari, 1 agència de treball temporal, 19 restaurants, 2 agències immobiliàries, 1 tintoreria i 1 saló de bellesa.
Dels 30 establiments comercials que hi havia el 2009, 1 era un hipermercat, 1 una botiga de més de 120 m², 4 fleques, 3 carnisseries, 3 llibreries, 8 botigues de roba, 1 una botiga de roba, 4 sabateries, 2 perfumeries, 1 una perfumeria i 2 floristeries.
L'any 2000 a Bagnoles-de-l'Orne hi havia 9 explotacions agrícoles que ocupaven un total de 78 hectàrees.

## Equipaments sanitaris i escolars
El 2009 hi havia 2 hospitals de tractaments de mitja durada (seguiment i rehabilitació), 2 farmàcies i 1 ambulància.
El 2009 hi havia una escola elemental integrada dins d'un grup escolar amb les comunes properes formant una escola dispersa.

## Poblacions més properes
El següent diagrama mostra les poblacions més properes.